# 小霍爾巴沙 (日托米爾區)
50°24′4″N 28°39′51″E / 50.40111°N 28.66417°E
小霍爾巴沙（烏克蘭語：Мала Горбаша），是烏克蘭中部日托米爾州的村落，由日托米爾區的切爾尼亞希夫市鎮所轄，距離日托米爾約22公里，始建於1610年，面積11.1平方公里，海拔高度230米，2001年人口285。